# Ostrorepi
Ostrorepi (Xiphosura) jsou řád vodních členovců patřící mezi klepítkatce, který zahrnuje 4 současně žijící druhy. Mezi ostrorepy patří mnoho zaniklých skupin a rodů. Ostrorepi se téměř nezměnili za stovky milionů let a dnešní ostrorepi se těm dávno vymřelým velmi podobají, proto jsou označováni za živoucí fosílie. Dnešní ostrorepi dosahují velikosti až 60 centimetrů, ale prvohorní byli mnohem menší, někteří měřili jen 1 centimetr.

## Popis
Tělo ostrorepů je chráněno kutikulou. Ostrorepi mají hemolymfu (krvomízu), což je modrá obdoba krve obsahující měď. Jejich potravou jsou drobní živočichové, které loví zahrabáni na mořském dně. Páření probíhá v mělké vodě, nakladeno je 200–300 vajíček. Vajíčka, která jsou velká 2–3 mm, jsou nakladena na pobřeží do písku. Tělo mají kryté krunýřem. Mají pět párů nohou, přičemž klepítky jsou zakončeny čtyři páry. Živí se především menšími bezobratlými živočichy. Většinou jsou zahrabaní na mořském dně, ale dokáží i plavat.

## Klasifikace
Nejbližšími příbuznými (sesterskou skupinou) ostrorepů jsou roztočovci (Ricinulei). Z desítek známých rodů žijí v současnosti jen tři rody, které čítají čtyři následující druhy:
- Ostrorep americký (Limulus polyphemus) – východní pobřeží Severní Ameriky a Mexický záliv.
- Ostrorep východoasijský (Tachypleus tridentatus) – jihovýchodní a východní Asie.
- Ostrorep kruhoocasý (Carcinoscorpius rotundicauda) – jižní a jihovýchodní Asie.
- Ostrorep velký (Tachypleus gigas) – jižní a jihovýchodní Asie.

Nejstarší známí ostrorepi pocházejí z období siluru.

## Využití
Ostrorepi se chytají nejen na jídlo, ale jsou využívání farmaceutickým průmyslem jako dárci krvomízy, která má výjimečně antibakteriální vlastnosti. Jejich hemolymfa se prodává za zhruba 1 miliardu dolarů ročně.